# Ginásio do Tarumã
Ginásio de Desportos Professor Almir Nelson de Almeida, também conhecido como Ginásio do Tarumã, é uma arena localizada no bairro Tarumã, na cidade brasileira de Curitiba, estado do Paraná.
O nome oficial é uma homenagem ao desportista Almir Nelson de Almeida. 
Sediou importantes competições, como o Campeonato Sul-americano Masculino e Feminino de vôlei, o Campeonato Mundial Masculino da mesma modalidade, o Brave, um dos maiores eventos de MMA do mundo, e os Jogos Escolares da Juventude, considerado as olimpíadas escolares nacionais, organizados pelo Comitê Olímpico do Brasil – COB. 
Abrigou entre 1997 e 2004, o time do Rexona-Ades. A equipe foi lançada em Curitiba, numa parceria com o governo do estado.
Inaugurado em janeiro de 1965, é o mais antigo ginásio do Paraná.
Atualmente o ginásio oferece atividades de iniciação esportiva conhecidas como "Escolinhas de Esporte" de segunda à quinta-feira nos períodos da manhã e tarde. São aulas gratuitas em modalidades como: Basquete, Futebol de Salão, Handebol, Hapkidô, Muay Thai, Taekwondo, Voleibol e Yoga.
Aos finais de semana acontecem atividades esportivas e culturais e a programação pode ser encontrada no site oficial: www.ginasiodotaruma.pr.gov.br
No dia 02 de novembro de 2023, o local recebeu mais de 4.500 torcedores na partida de volta da semifinal do Campeonato Paranaense de Futsal - Série Bronze entre Paraná Clube Futsal x Manoel Ribas, vencida pela equipe de Curitiba por 3 a 1. Resultado que garantiu a classificação para a final da competição.

## Reformas
Fechado em 2013, por apresentar problemas estruturais, sofreu profundas reformas pagas pelo governo estadual, foi reaberto no dia 29 de março de 2017, data do aniversário de Curitiba. 
Com as modificações, o Tarumã ganhou novo telhado, caixa d’água, pintura, melhorias na iluminação e vestiários, saídas de emergência, além de uma nova quadra para substituir o desgastado piso de ipê, que estava lá desde a inauguração, em 1965.